# Ариенцо
Ариенцо (итал. Arienzo) — город в Италии, расположен в регионе Кампания, подчинён административному центру Казерта.
Население составляет 5 262 человека (на 31.12.2004 г.), плотность населения составляет 371 чел./км². Занимает площадь 14 км². Почтовый индекс — 81021. Телефонный код — 00823.
Покровителем коммуны почитается святой апостол Андрей, празднование 30 ноября.